# Capela Nova
Capela Nova là một đô thị thuộc bang Minas Gerais, Brasil. Đô thị này có diện tích 110,955 km², dân số năm 2007 là 4598 người, mật độ 43,6 người/km².